# NHL Championship Finals 1921
Le National Hockey League Championship Finals 1921 sono state la serie conclusiva della stagione 1920-1921 della National Hockey League. La serie si è tenuta tra il 10 e il 14 marzo 1921 e ha visto la vittoria degli Ottawa Senators, che in 2 gare hanno battuto i Toronto St. Patricks con il risultato aggregato di 7-0.
Come vincitore del campionato NHL, i Montreal Canadiens hanno ottenuto il diritto di partecipare alle successive Stanley Cup Finals sfidando i Vancouver Millionaires, campioni del campionato PCHA.

## Squadre partecipanti
- Ottawa Senators (campioni)
- Toronto St. Patricks

## Formato
Il regolamento prevedeva la disputa di una serie al meglio delle 2 gare che avrebbe tenuto conto della somma totale delle reti segnate dalle due squadre.

## NHL Championship Finals

### Ottawa Senators – Toronto St. Patricks

##### Riepilogo serie
| Squadra 1       | Totale | Squadra 2            | Andata | Ritorno |
| --------------- | ------ | -------------------- | ------ | ------- |
| Ottawa Senators | 7–0    | Toronto St. Patricks | 5–0    | 2–0     |

##### Risultati

###### Gara 1
| Arbitro: | Cooper Smeaton |

| |            | |
| 1° periodo nessun goal 2° periodo (PPG) Cy Denneny (1) 01:45 F. Nighbor (1) G. Boucher (1) 06:30 nessun assist 3° periodo Cy Denneny (2) 11:00 F. Nighbor (2) G. Boucher (2) 16:45 nessun assist G. Boucher (3) 18:15 nessun assist | Marcatori  | 1° periodo nessun goal 2° periodo nessun goal 3° periodo nessun goal                                |
| 1° periodo (minor) E. Gerard 2° periodo (minor) F. Nighbor (minor) Cy Denneny 3° periodo nessuna penalità | Penalità   | 1° periodo Co. Denneny (minor) B. Dye (minor) 2° periodo B. Dye (minor) 3° periodo nessuna penalità |
| Pete Green | Allenatori | Frank Carroll                                                                                       |

###### Gara 2
| Arbitro: | Cooper Smeaton |

| |            | |
| 1° periodo nessun goal 2° periodo nessun goal 3° periodo nessun goal                                                        | Marcatori  | 1° periodo nessun goal 2° periodo nessun goal 3° periodo 11:00 (1) E. Gerard (1) P. Broadbent 14:00 (1) F. Nighbor (2) P. Broadbent                                                         |
| 1° periodo (minor) K. Randall (minor) K. Randall 2° periodo (minor) B. Dye 3° periodo (minor) K. Randall (major) K. Randall | Penalità   | 1° periodo Cy Denneny (minor) E. Gerard (minor) 2° periodo P. Broadbent (minor) G. Boucher 3° periodo E. Gerard (minor) M. Bruce (minor) G. Boucher Cy Denneny (minor) P. Broadbent (minor) |
| Frank Carroll | Allenatori | Pete Green |

## Statistiche
Fonte: NHL, Hockey Reference

### Statistiche individuali

#### Skaters
| Pos | Giocatore       | Squadra         | GP | G | A | PIM | P |
| --- | --------------- | --------------- | -- | - | - | --- | - |
| 1.  | Frank Nighbor   | Ottawa Senators | 2  | 1 | 3 | 2   | 4 |
| 2.  | Georges Boucher | Ottawa Senators | 2  | 3 | 0 | 10  | 3 |
| 3.  | Punch Broadbent | Ottawa Senators | 2  | 0 | 2 | 4   | 2 |
| 4.  | Cy Denneny      | Ottawa Senators | 2  | 2 | 0 | 5   | 2 |
| 5.  | Eddie Gerard    | Ottawa Senators | 2  | 1 | 0 | 6   | 1 |

#### Goaltenders
| Pos | Giocatore      | Squadra              | GP | Mins   | W | L | GA | SO | GAA  |
| --- | -------------- | -------------------- | -- | ------ | - | - | -- | -- | ---- |
| 1.  | Clint Benedict | Ottawa Senators      | 2  | 120:00 | 2 | 0 | 0  | 2  | 0.00 |
| 2.  | Jake Forbes    | Toronto St. Patricks | 2  | 120:00 | 0 | 2 | 7  | 0  | 3.50 |